# Luís Carlos Vinhas
Luis Carlos Rodrigues Parga Vinhas, mieux connu sous le nom de scène de Luis Carlos Vinhas, né à Rio de Janeiro le 19 mai 1940 et mort à Rio de Janeiro le 22 août 2001, est un pianiste et compositeur brésilien.

## Biographie
Vinhas a été l'un des grands représentants de la bossa nova. Il jouait fréquemment dans les bars de la rue Duvivier à Copacabana (The Lane), et se produisait avec Elis Regina, Quarteto em Cy, Jorge Ben Jor, Maria Bethania, entre autres. Pianiste recherché, il a notamment accompagné Sarah Vaughan, Ella Fitzgerald et George Benson à l'occasion de leurs tournées au Brésil au début des années 1970.

## Discographie
- Bossa Três e Lennie Dale (1962) Elenco LP
- Bossa Três (1962) Audio Fidelity LP
- Bossa Três & Jo Basile (1962) Audio Fidelity LP
- Bossa Três e seus amigos (1962) Audio Fidelity LP
- Novas Estruturas (1964) Forma LP
- Bossa Três em Forma (1965) Forma LP
- Bossa Três (1966) Odeon LP
- Gemini 5 (1966) Odeon LP Relançado em CD em 1995.
- Gemini 5 no México (1967) Odeon LP
- O som psicodélico de Luis Carlos Vinhas (1968) CBS LP
- Luis Carlos Vinhas no Flag (1970) Odeon LP
- Chovendo na roseira (1970) Tapecar Cs.
- Luis Carlos Vinhas (1977) Odeon LP
- Baila com Vinhas (1982) PolyGram LP
- O piano mágico de Luis Carlos Vinhas (1986) Som Livre LP
- Piano maravilhoso (1989) Som Livre LP
- Vinhas e bossa nova (1994) CID CD
- Piano na Mangueira (1997) CID CD
- Wanda Sá & Bossa Três (2000) Abril Music CD